# 賴香伶
賴香伶（1968年1月5日—），中華民國勞工社運人士、政治人物，苗栗縣三義鄉客家人。畢業於輔仁大學企業管理學系、世新大學社會發展研究所碩士，曾任台灣民眾黨籍立法委員（勞工權益領域），臺北市政府勞動局局長、臺北市政府勞資爭議調解委員、人民火大行動聯盟秘書長、臺北市勞資爭議輔佐人協會總幹事、桃園中正國際機場臺北航空貨運站工會秘書，參與過嘉隆紡織抗爭、正大尼龍罷工以及火盟的人民老大運動。
2014年12月14日，參選候任臺北市市長柯文哲舉辦的市民票選（i-Voting）臺北市政府勞動局局長，其政見為鼓勵吹哨以及檢討並改善勞務委外的情況，雖然一度從遴選五人名單中出局，然而該名單中的吳世哲、陳明正因故退選，使其遞補為候選人，並在最終的投票結果中勝出，12月25日就任局長。
2020年，名列民眾黨不分區立委名單第一位並成功當選。2022年4月21日，通過初選代表民眾黨參選桃園市市長，7月時表態帶職參選，但其後未能勝選。
2024年，參選第十一屆立法委員選舉桃園市第五選舉區失敗。現為國家公益發展協進會理首席顧問。
2025年，獲民眾黨主席黃國昌邀請擔任民眾黨政策會執行長，並於次日確認出任

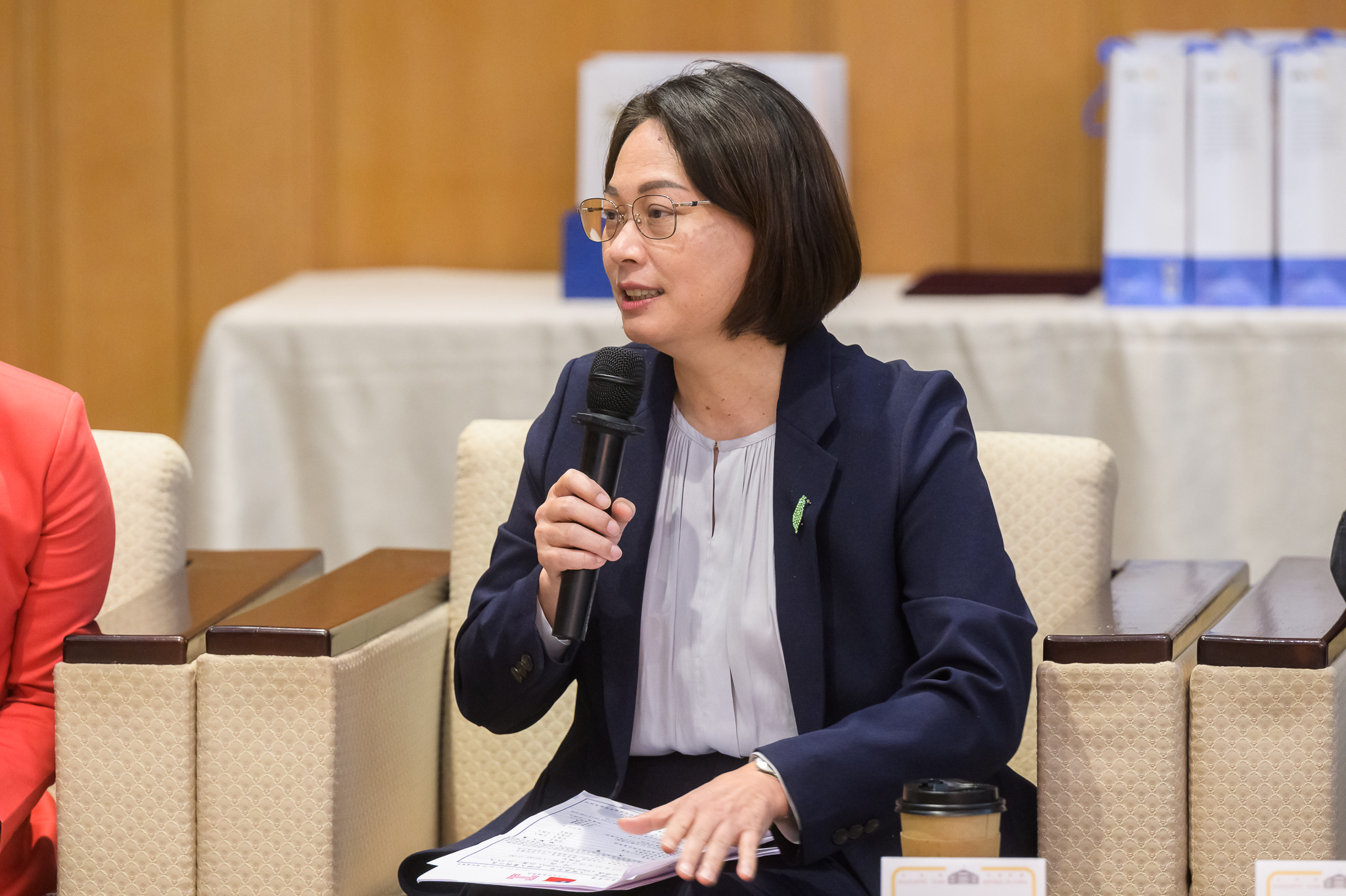
立法委員任內

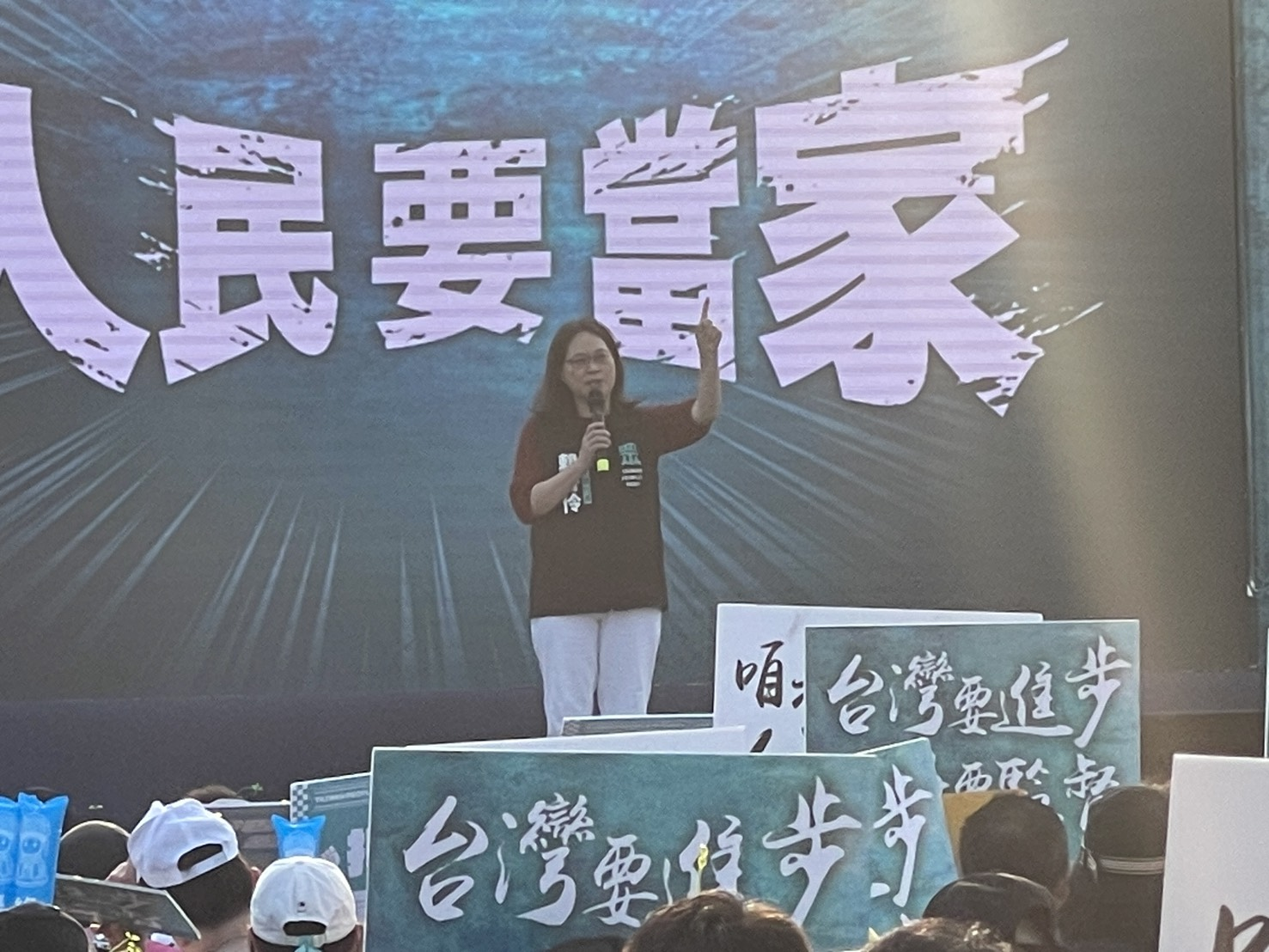
人民要當家宜蘭場上台演講

## 勞工立場

### 支持中華航空空服員罷工
2016年6月23日傍晚，華航空服員宣布隔日發動大罷工，賴香伶以台北市勞動局長的身分公開聲援。

### 向憲法法庭申請審查現行勞保制度
2023年12月29日，台灣民眾黨立委賴香伶向憲法法庭聲請法規範憲法審查現行勞保制度。她認為現行勞保制度潛藏鉅額負債，勞保條例無法維持財務平衡的制度性問題，註定只能走向崩潰，有違憲疑慮。此案由台灣民眾黨立委張其祿領銜，31位立委針對勞保條例現行條文是否違反憲法153、155條聲請釋憲。
2024年5月24日，憲法法庭以不符「修法未果」做出不受理決議。也就是現行公布的法律實施多時，新修版本還在立法院審查還沒修訂，不符「修法未果」意旨，也不構成「行使職權」要件。
2024年5月29日，國家公益發展協進會理首席顧問賴香伶（民眾黨前立委）、協進會理事長黃丙喜教授、民眾黨前立委張其祿、民眾黨立委張啓楷等召開記者會表達抗議。賴香伶說：「到133年，受給付勞工會來到659萬，佔3成人口，要支付1兆1270億，這1兆的預算現在政府說要用撥補，但要累積多久才有1兆的錢來撥給勞工領？」

## 選舉紀錄
| 年度 | 選舉屆數               | 選舉區                                 | 所屬政黨   | 得票數    | 得票率 | 當選標記 | 備註 |
| ---- | ---------------------- | -------------------------------------- | ---------- | --------- | ------ | -------- | ---- |
| 2010 | 第十一屆東明里里長選舉 | 臺北市南港區東明里                     | 無黨籍     | 391       | 13.81% |          |      |
| 2020 | 第十屆立法委員選舉     | 全國不分區及僑居國外國民立法委員選舉區 | 臺灣民眾黨 | 1,588,806 | 11.22% |          |      |
| 2022 | 第三屆桃園市市長選舉   | 桃園市                                 | 臺灣民眾黨 | 54,926    | 5.12%  |          |      |
| 2024 | 第十一屆立法委員選舉   | 桃園市第五選舉區                       | 臺灣民眾黨 | 43,691    | 21.45% |          |      |

## 事件

### 遭男子持鋼筋襲擊
2018年10月31日下午，遭到名為李明彥的男子持鋼筋攻擊，害她當場頭破血流緊急送醫治療，送去台北市立聯合醫院仁愛院區治療，晚間由臺北市政府發言人劉奕霆與臺北市立聯合醫院仁愛院區院長蕭勝煌出面說明台北市勞動局長賴香伶遭毆的治療情形；2018年11月1日早上10點起，台北市政府大樓除了一樓四個大門以外之出入口改為實施門禁管制。2018年11月2日，休養三天出院。

李明彥於一審時，法官判決以促成立法院修訂《勞基法》第17之1條、動機和生活狀況情堪憫恕而輕判三個月；而李明彥以未揭示政府與民刑司法判決對其侵害《憲法》第15條「生存權」的保障及終極價值，為爭取無罪上訴，適逢監察院2委員會糾正經濟部及中油公司加油員假承攬真僱傭，二審改判拘役58天羈押期滿免去牢獄確定。李明彥出獄後持續向工運圈和媒體指證賴香伶、勞動局對揭弊受害勞工的侵害和勞檢造假，糾正媒體報導，並與榮總揭弊受害勞工李念七舉辦「侵害勞工的工運力量與勞檢偽假」座談會，控訴勞動局和賴香伶對揭弊受害勞工的侵害和吃案。2019年10月7日，李明彥再闖勞動局丟米酒瓶，指控勞動局對其申訴台灣中油、臺北捷運案等案勞檢作假，及臺北捷運吞清潔工錢便達1億多元。勞動局主動對李明彥提起刑事告訴，但以不起訴處分結案。李明彥於2021、2022年工運界「五一」遊行活動到場，當著舞台和聚集勞團以臉書直播，控訴賴香伶及推舉她選上局長的台北市產業總工會當柯市府門神包庇北捷弊案、下手侵害揭弊勞工。

### MeToo性騷擾爭議
2023年6月6日上午，針對民進黨內性騷擾案件首例處理情況作出評論，提到許多受害者「 在面對性騷擾、性侵害時，往往因震驚導致不知所措，受害者無法做出有效或合乎常理的應對措施。真正能做出反應時，常常已過了一段間，此時卻又必須承受外界可能的冷嘲熱嘲，才會出來揭露與申訴」，並表示自己任北市勞動局局長任內，積極落實推動性平三法；更期勉自己作為民眾黨立院黨團副總召，能確保黨團「性平事件處理流程，確保申訴管道暢通」，最後更提到「畢竟所有性別的性騷擾都是都是大事情，任何的越想越不對勁都有被傾聽的需要，更沒有任何事情應該就這麼算了！」
2023年6月12日下午，表示對於未能阻止黨內性騷受害者受二次傷害感到抱歉，並表示「職場發生爭議，我們雇主絕對有不可推託的責任」，更提到未來擔任民眾黨團性平修法專案小組召集人，「儘速提出相關草案，不讓這一次的Me too運動只成為政治延燒的新聞事件。」
2023年6月17日，賴香伶辦公室前助理於臉書指控，漠視辦公室特定同事多次於職場言詞騷擾他人，以及同黨立委邱臣遠曾在一次立院考察活動中，未經同意觸碰其左手，並用眼光打量其穿裙外的大腿，對此立委邱臣遠表示不認識這位女子，面對這種子虛烏有的控訴，為捍衛名譽，將進行提告。隔日凌晨，賴香伶公開該助理臉書帳號及姓氏，並以其現為社會民主黨全國委員，以及在職期間未提出任何性平爭議申訴等理由，質疑該指控是政治鬥爭、為抹黃爆料。賴香伶因此遭時代力量批評，被認為是此次＃Metoo當中最糟糕的示範。19日，賴香伶為此致歉，並重申「職場發生爭議，雇主絕對有不可推託的責任」，將啟動調查、勿枉勿縱、查明真相。

## 外部連結
- 賴香伶的Facebook專頁
- YouTube上的立法委員賴香伶國會辦公室頻道

| 中華民國中央公職人員 | 中華民國中央公職人員                                                            | 中華民國中央公職人員 |
| -------------------- | ------------------------------------------------------------------------------- | -------------------- |
| 臺灣民眾黨           |                                                                                 |                      |
| 前任： 首任          | 台灣民眾黨立法院黨團總召集人 第十屆第一期至第二期 2020年2月1日－2021年1月31日   | 繼任： 邱臣遠        |
| 前任： 高虹安        | 台灣民眾黨立法院黨團副總召集人 第十屆第五期至第八期 2022年2月1日－2024年1月31日 | 繼任： 黃珊珊        |